# Epistrofo (capo degli Alizoni)
Epistrofo (in greco antico: Ἐπίστροφος?, Epístrofos) è un personaggio della mitologia greca, forte alleato dei Troiani, figlio di Mecisteo e capo degli Alizoni.

## Mitologia
Epistrofo proveniva da Alibe, probabilmente la capitale del regno degli Alizoni e città indicata come fonte di una grande quantità di argento.
Epistrofo, capitano dell'esercito alizone alleato dei Troiani, possedeva nel suo vasto esercito anche un considerevole contingente di Amazzoni.
Omero lo menziona nel II libro dell’Iliade, insieme al gigantesco fratello Odio.
([Omero, Iliade, II, vv. 856-857 (traduzione di Rosa Calzecchi Onesti))